# 大西信満
大西 信満（おおにし しま、1975年8月22日 - ）は、日本の俳優。神奈川県出身。ディケイド所属。旧芸名は大西 滝次郎（おおにし たきじろう）。

## 来歴・人物
2003年、『赤目四十八瀧心中未遂』で映画初出演にして主演に抜擢され、第58回毎日映画コンクール・スポニチグランプリ新人賞、第13回日本映画批評家大賞・新人賞を受賞。若松孝二監督作品に多数出演しており、2008年の映画『実録・連合赤軍 あさま山荘への道程』に続く2010年の映画『キャタピラー』では、日中戦争で四肢を失った傷痍軍人の壮絶な苦しみを怪演。2013年、吉田修一の同名小説を映画化した『さよなら渓谷』では、大学時代に集団レイプした女性被害者との複雑な人生模様を演じ、注目された。大西自身は、早くから原作の映画化を希望し、5年以上かけて制作にも関わっていた。

## 受賞歴
2003年度
第58回毎日映画コンクール スポニチグランプリ新人賞（『赤目四十八瀧心中未遂』）
第13回日本映画批評家大賞 新人賞（『赤目四十八瀧心中未遂』）
2010年度
第2回TAMA映画賞 最優秀新進男優賞（『キャタピラー』）受賞理由：戦争によって奪われた手足と甦る悪夢、それでも本能のままに「生きていかねばならない」帰還兵の苦しみと痛みを全身全霊で表現した。

## 出演

### 映画
- 赤目四十八瀧心中未遂 監督：荒戸源次郎（2003年、赤目製作所） - 生島与一 役
- 実録・連合赤軍 あさま山荘への道程 監督：若松孝二（2008年、若松プロダクション） - 坂東國男 役
- ランニング・オン・エンプティ 監督：佐向大（2010年、アムモ） - 祐一 役
- キャタピラー 監督：若松孝二（2010年、若松プロダクション） - 黒川久蔵 役
- 劇場版 神聖かまってちゃん ロックンロールは鳴り止まないっ 監督：入江悠（2011年、SPOTTED PRODUCTIONS） - 飯島健介 役
- 海燕ホテル・ブルー 監督：若松孝二（2012年、若松プロダクション） - 警官 役
- ヴァージン「30代篇『ふかくこの性を愛すべし』」 監督：吉田光希（2012年、渋谷プロダクション）
- ビターコーヒーライフ 監督：横山浩之（2012年、ビターコーヒーライフ制作委員会）
- 11・25自決の日 三島由紀夫と若者たち 監督：若松孝二（2012年、若松プロダクション） - 倉持清 役
- BUNGO〜ささやかな欲望〜 見つめられる淑女たち「人妻」 監督：熊切和嘉（2012年、角川映画） - 桑田 役
- 千年の愉楽 監督：若松孝二（2013年、若松プロダクション）
- さよなら渓谷 監督：大森立嗣（2013年、ファントム・フィルム） - 主演・尾崎俊介 役
- 祖谷物語 おくのひと 監督：蔦哲一郎（2014年、ニコニコフィルム） - 工藤 役
- マリアの乳房 監督：瀬々敬久（2014年、アルゴ・ピクチャーズ） - 立花 役
- まほろ駅前狂騒曲 監督：大森立嗣（2014年、東京テアトル/リトルモア）
- マンガ肉と僕 監督：杉野希妃（2016年2月13日、よしもとクリエイティブ・エージェンシー）
- 太陽の蓋 監督：佐藤太（2016年7月16日、太秦）
- 華魂 幻影 監督：佐藤寿保（2016年、渋谷プロダクション）[2] - 主演・沢村貞一 役
- 東の狼 監督：カルロス・M・キンテラ（2016年、HIGH BROW CINEMA）
- Amy Said 監督・脚本：村本大志（2017年、ディケイド） - 川崎洋 役
- 光 監督・脚本：河瀬直美（2017年、キノフィルムズ）
- ろくでなし（2017年、C・C・P） - 主演・一真 役[3]
- 友罪 監督：瀬々敬久（2018年、ギャガ）
- 菊とギロチン 監督：瀬々敬久（2018年、トランスフォーマー） - 飯岡大五郎 役
- 止められるか、俺たちを 監督：白石和彌（2018年、若松プロダクション/スコーレ） - 大和屋竺 役
- 泣き虫しょったんの奇跡 監督・脚本：豊田利晃（2018年、東京テアトル） - 瀬川靖司 役
- 柴公園 監督：綾部真弥（2019年6月14日劇場版公開、「柴公園」製作委員会） - じっちゃんパパ 役[4]
- 楽園 監督：瀬々敬久（2019年、KADOKAWA）
- MOTHER マザー 監督：大森立嗣（2020年、スターサンズ / KADOKAWA）
- 転がるビー玉 監督：宇賀那健一（2020年　『転がるビー玉』製作委員会）-丹羽役
- 夕方のおともだち 監督：廣木隆一（2022年2月4日公開、彩プロ）
- 青春ジャック 止められるか、俺たちを2（2024年3月15日、若松プロダクション）[5]
- 痴人の愛 監督：井土紀州（2024年11月29日、マグネタイズ） - 主演・河合譲治 役[6]

### テレビドラマ
- Mの悲劇（2005年1月16日 - 3月20日、TBS） - 尾崎雄介 役
- 天国と地獄（2007年9月8日、テレビ朝日） - アライ刑事 役
- 音女 第63話「篭もるオトメ～頼子 29歳・セラピスト」（2008年7月25日、テレビ朝日）
- 土曜ワイド劇場（テレビ朝日）
  - 検事・朝日奈耀子 7（2009年3月7日） - 中川一也 役
  - 終着駅シリーズ 22「殺人同盟」（2009年3月14日） - 鬼頭勝也 役
- 告発〜国選弁護人 第6話（2011年2月17日、テレビ朝日） - 宮崎康文 役
- 邦画を彩った女優たち「闘う女優 寺島しのぶの告白」（2012年10月13日、NHK BSプレミアム）
- ヒロシマ 復興を夢みた男たち（2013年3月16日、NHK総合） - 福井芳郎 役
- ソドムの林檎〜ロトを殺した娘たち（2013年3月 - 4月、WOWOW） - 下村敏八 役
- 若者たち2014 第1話（2014年7月9日、フジテレビ）
- 同窓生〜人は、三度、恋をする〜 第8話（2014年8月28日、TBS）
- 私たちがプロポーズされないのには、101の理由があってだな 第6話（2014年12月9日、LaLa TV） - 平木 役
- 連続ドラマW 予告犯 -THE PAIN-（2015年6月 - 7月、WOWOW） - 矢崎慎太郎 役
- 陰の季節（2016年4月18日、TBS） - 緒方刑事 役
- 青森発地域ドラマ『進め!青函連絡船』（2016年9月21日、NHK BSプレミアム） - 砂小瀬明 役[7]
- 幸色のワンルーム（2018年7月8日 - 9月23日、朝日放送テレビ） - 毛利 役
- 柴公園（2019年、テレビ神奈川 ほか） - じっちゃんパパ 役
- 東京二十三区女 第4話（2019年5月4日＝3日深夜、WOWOW） - 乾航平 役
- シャーロック 第11話（2019年12月16日、フジテレビ） - 守谷壬三 役
- ざんねんないきもの事典 第4話「ラッコ」（2020年10月28日、テレビ東京） - 森山美音の父 役
- 前科者 -新米保護司・阿川佳代-（2021年12月、WOWOW） - 石川一朗 役

### 配信ドラマ
- フクロウと呼ばれた男（2024年4月24日 - 5月8日、Disney+） - 中村羽琉 役[8]

### PV
- LONG SHOT PARTY「あの日タイムマシン」
- いきものがかり「風が吹いている」（NHK ロンドン五輪 放送 PV）